# Кодрень (Ботошань)
Кодрень, Кодрені (рум. Codreni) — село у повіті Ботошані в Румунії. Входить до складу комуни Мілянка.
Село розташоване на відстані 409 км на північ від Бухареста, 39 км на північ від Ботошань, 120 км на північний захід від Ясс.

## Населення
За даними перепису населення 2002 року у селі проживали 449 осіб, усі — румуни. Усі жителі села рідною мовою назвали румунську.